# Molson Indy Toronto 2005
Molson Indy Toronto 2005 var den sjätte deltävlingen i Champ Car 2005. Racet kördes den 10 juli på Torontos gator. Justin Wilson tog en emotionell första seger i Champ Car, vilket tog honom till tredjeplatsen och genuint häng på toppförarna. Oriol Servià slutade tvåa, med Alex Tagliani på tredje plats.

## Slutresultat
| Plats | Förare             | Team                | Grid | Kvaltid  |
| ----- | ------------------ | ------------------- | ---- | -------- |
| 1     | Justin Wilson      | RuSPORT             | 3    | 58,554   |
| 2     | Oriol Servià       | Newman/Haas Racing  | 4    | 58,795   |
| 3     | Alex Tagliani      | Team Australia      | 5    | 58,821   |
| 4     | Jimmy Vasser       | PKV Racing          | 7    | 59,256   |
| 5     | Sébastien Bourdais | Newman/Haas Racing  | 1    | 58,552   |
| 6     | Ryan Hunter-Reay   | Rocketsports Racing | 17   | 1.00,591 |
| 7     | Timo Glock         | Rocketsports Racing | 14   | 1.00,189 |
| 8     | Alex Sperafico     | HVM Racing          | 15   | 1.00,336 |
| 9     | Ryan Dalziel       | Dale Coyne Racing   | 16   | 1.00,436 |
| 10    | Nelson Philippe    | Conquest Racing     | 10   | 59,448   |
| 11    | Andrew Ranger      | Conquest Racing     | 11   | 59,486   |
| 12    | A.J. Allmendinger  | RuSPORT             | 9    | 59,416   |
| 13    | Mario Domínguez    | Forsythe Racing     | 6    | 59,089   |
| 14    | Marcus Marshall    | Team Australia      | 18   | 1.00,613 |
| 15    | Björn Wirdheim     | HVM Racing          | 12   | 59,705   |
| 16    | Paul Tracy         | Forsythe Racing     | 2    | 58,887   |
| 17    | Cristiano da Matta | PKV Racing          | 8    | 59,372   |
| 18    | Ricardo Sperafico  | Dale Coyne Racing   | 13   | 59,961   |